# Pojazd specjalny
Pojazd specjalny – pojazd samochodowy, przyczepa lub naczepa, przeznaczone do wykonywania  specjalnej funkcji, która powoduje konieczność dostosowania nadwozia lub posiadania specjalnego wyposażenia; w pojeździe tym mogą być przewożone osoby i przedmioty związane z wykonywaniem tej funkcji. W Polsce ich użytkowanie reguluje Prawo o ruchu drogowym.
W klasyfikacji pojazdów określono kategorię homologacyjną samochodu specjalnego:
- M1 – pojazdy do przewozu osób mające nie więcej niż 9 miejsc łącznie z siedzeniem kierowcy
- M2 – pojazdy do przewozu osób mające więcej niż 9 miejsc i o masie maksymalnej do 5 ton
- M3 – pojazdy do przewozu osób mające więcej niż 9 miejsc i o masie maksymalnej większej niż 5 ton
- N1 – pojazdy do przewozu ładunków, dopuszczalna masa całkowita pojazdu mniejsza niż 3,5 tony (tzw. sam. dostawcze)
- N2 – pojazdy do przewozu ładunków, dopuszczalna masa całkowita pojazdu większa niż 3,5 tony, ale nie przekraczającej 12 ton
- N3 – pojazdy do przewozu ładunków, dopuszczalna masa całkowita pojazdu większa niż 12 ton

DMC (dopuszczalna masa całkowita pojazdu) = masa własna pojazdu (pozycja G w dowodzie rejestracyjnym) + masa ładunku (ładowność)